# Лукъёхан
Лукъёхан (устар. Лук-Юган) — река в России, протекает по территории Сургутского района Ханты-Мансийского автономного округа. Устье реки находится в 334 км по правому берегу реки Пим. Длина реки — 43 км. В 9 км от устья по правому берегу впадает река Порсэмлыикиёхан (Ай-Луксоим).

## Данные водного реестра
По данным государственного водного реестра России относится к Верхнеобскому бассейновому округу, водохозяйственный участок реки — Обь от города Нефтеюганск до впадения реки Иртыш, речной подбассейн реки — Обь ниже Ваха до впадения Иртыша. Речной бассейн реки — (Верхняя) Обь до впадения Иртыша.